# Сады победы
Сады победы (англ. Victory gardens), также военные сады или огороды для защиты — овощные, фруктовые, травяные сады и огороды, которые сажали в частных усадьбах и общественных парках в США, Великобритании, Канаде, Австралии и Германии во время Первой и Второй мировых войн. Их использовали наравне с карточной системой для уменьшения давления на систему снабжения продуктов питания. Кроме косвенной помощи военным, такие сады также рассматривались как «улучшение морального духа» граждан, поскольку садоводы могли гордиться своей работой и получать вознаграждение в виде урожая. Сады победы были частью повседневной жизни тыла («домашнего фронта») этих стран.

## Первая мировая война

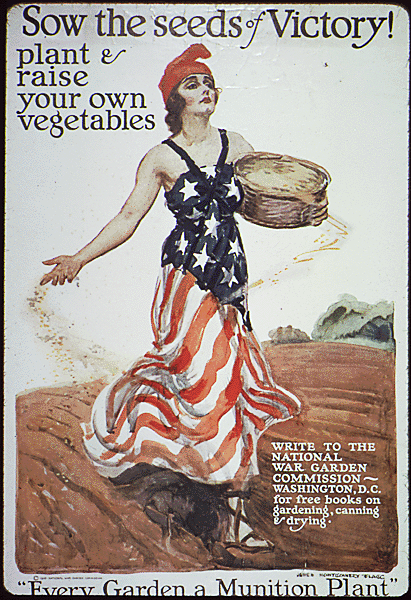
Американский пропагандистский постер времен Первой мировой войны.

Во времена Первой мировой войны производство сельскохозяйственной продукции резко упало, особенно в Европе, где к войнe были привлечены сельские рабочие, а значительная часть ферм и угодий была разорена во время конфликта. В марте 1917 Чарльзом Л. Паком была создана «Национальная комиссия военных садов США» и начата соответствующая пропагандистская кампания. Идея Пака и его коллег позволяла увеличить поставки продуктов питания без использования земли и человеческих ресурсов, уже привлеченных к сельскому хозяйству, и без существенного использования транспортных ресурсов, необходимых для военных. Кампания продвигала идею использования частных и общественных земель в городах и вокруг, а её результатом стали более 5000000 садов и огородов в США и производство продуктов питания общей стоимостью более $ 1,2 миллиарда на время завершения войны.
Для поддержки домашних огородов Бюро образования США начало «Садовую армию американских школ», которая по распоряжению президента Вудро Вильсона финансировалась Военным департаментом.

## Канада
Так же в 1917 году сады победы начали распространяться и в Канаде — в рамках кампании Министерства сельского хозяйства «Огород в каждом доме» жители городов и поселков использовали свои задние дворы под выращивание овощей для собственного использования и военных нужд. В Торонто женские организации приглашали профессиональных садоводов в школы, чтобы заинтересовать школьников и их семьи садоводством (огородничеством). Кроме садоводства, владельцев домов поощряли держать во дворах кур-несушек. Результатом стал рост национального производства картофеля, корнеплодов, капусты и других овощей.

## Вторая мировая война

Сад победы в воронке от бомбы в Лондоне во время Второй мировой войны.

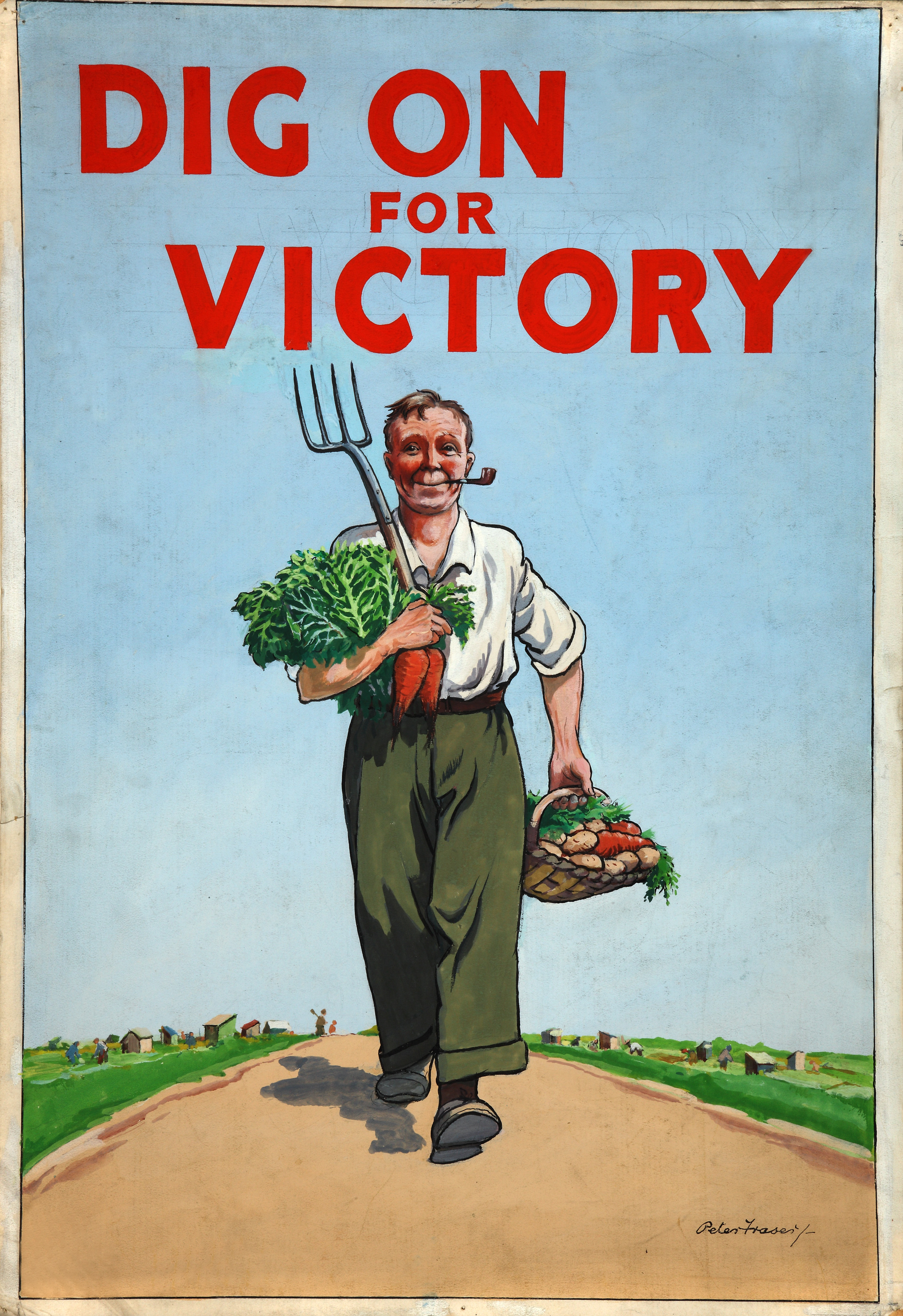
Британский постер «Копай для победы» авторства Питера Фрейзера.

В Британии кампания «копания для победы» использовалa много земли — пустыри, участки вдоль железнодорожных путей, орнаментальные сады и лужайки, спортивные поля и поля для гольфа были распаханы для выращивания зерновых и овощей. Иногда спортивные поля оставляли, но травы не стригли, а пускали туда пастись овец (например, в школе Лоренса Шерифа в г. Рагби, Великобритания).
Сады победы разбивали на задних дворах и крышах многоквартирных домов, а пустыри изымались для военных нужд и использовались как поля кукурузы или тыкв. Во время Второй мировой войны в Лондоне для пропаганды движения были частично распаханы поляны Гайд-парке. В ходе кампании был практически уничтожен парк Алник, существовавший к тому времени уже почти два века.
Австралия запустила кампанию «Копай ради победы» в 1942 году, когда рационирования и нехватка сельскохозяйственных работников стали сказываться на продуктовых запасах. В 1943 году ситуация с запасами улучшилась, но сады победы оставались до конца войны.
В Америке в течение всего хода войны Министерство сельского хозяйства США поощряло создание садов победы и почти треть всех овощей, выращенных в США, происходила из таких садов. Городам и пригородам отмечалось, что продукция их садов поможет снизить цены на овощи, нужныe Военномy департаментy для кормления войск, и сэкономленные средства можно будет направить на другие военные цели: один из постеров гласил: «Наша пища бьется». К маю 1943 года в США было 18 млн садов победы — 12 млн в городах и 6 млн на фермах.[уточнить]
Фрукты и овощи, выращенные в таких садах, в 1944 году оценен в 8.2−9.1 млн т, что равно всему коммерческому объёма свежих овощей за тот год.
В Белом доме Элеонора Рузвельт создалa oгород, чтобы подать пример, в Нью-Йорке были распаханы вакантные участки набережной Риверсайд, а в Сан-Франциско — части полян парка Голден Гейт. Слоган «выращивай свое, консервируй свое» родился во время войны и сначала поощрял семьи выращивать и консервировать собственныe овощи из садов победы.